# ER209i
DoCoMo by ERICSSON ER209i（ドコモ バイ エリクソン イーアール にーまるきゅう アイ）は、エリクソン（ソニー・エリクソン・モバイルコミュニケーションズを経てソニーモバイルコミュニケーションズ）製のNTTドコモの第二世代携帯電話(mova)端末である。

## 概要
エリクソン初のiモード端末。209iシリーズでは最後に発売された。
当時では珍しいボイスレコーダー機能があった。着信メロディは4和音。
特徴あるデザインで、フリップ型としては大柄で、横幅が50mmもあった。
エリクソンは、後にソニー・エリクソンとなったため、これがエリクソンで最初で最後のiモード端末となった。また、ドコモでは、これ以降三菱電機製以外のフリップ型機種は発売されていない。

## 歴史
- 2000年6月21日　 ER209i携帯電話無線機のテレコムエンジニアリングセンター(TELEC)による技術基準適合証明（技術基準適合証明WAA0094868～0094912）
- 2000年7月11日　 ERICSSON ER209iのTELECによる技術基準適合証明の工事設計認証（工事設計認証番号WAA0077）
- 2000年8月10日　 ER209i携帯電話無線機の電気通信端末機器審査協会による技術基準適合認定の設計認証（設計認証番号A00-0750JP、J01-0196）
- 2000年10月16日　TELECによる技術基準適合証明の工事設計認証（工事設計認証番号WAA0094）
- 2000年12月6日　 ドコモから発表
- 2000年12月11日　発売
- 2012年3月31日　 movaサービス終了により使用はこの日限りとなる。